# فيزياء الحوسبة
تتعلق دراسة فيزياء الحوسبة بفهم الحدود الفيزيائية الأساسية لأجهزة الحاسوب. أدى هذا المجال إلى التحقيق في كيفية تقييد الديناميكا الحرارية لمعالجة المعلومات، وفهم الفوضى والأنظمة الديناميكية، والجهود المتزايدة بسرعة لابتكار أجهزة حاسوب كمومية جديدة.